# Oton Otrok
Oton, imenovan Otrok, prvi vojvoda v vojvodini Braunschweig-Lüneburg, * 1204, † 9. junij 1252, Lüneburg.
Oton, potomec rodbine Welfov, ki so se potegovali za položaj nemških kraljev, ni sledil zgledu prednikov in se ni vključeval v visoko politiko. Svoja prizadevanja je usmeril v ohranitev podedovanih welfskih posesti, ki jih je razširil in zaokrožil v vojvodino, za katero je od štaufovskega kralja in cesarja Friderika II. dobil formalno potrditev.

## Življenjepis
Oton je bil sin lüneburškega grofa Viljema in Helene, hčerke danskega kralja Valdemarja I. Posest je podedoval po očetovi smrti, leta 1213, ko je bil star 9 let, in je zato dobil vzdevek Otrok. 
Otonov oče Viljem je bil najmlajši sin vojvode Henrika Leva iz rodbine Welfov, ki je bila poražena v prestižnem boju z dinastijo Štaufovcev za položaj nemškega kralja. Spor in občasno bojevanje je trajalo kar štiri generacije. V njem so Welfi izgubili vse kraljeve fevde (vojvodino Bavarsko, vojvodino Saško, grofijo Renski palatinat), ostala pa jim je rodbinska dedna posest (alod) iz časov plemenske vojvodine Saške z mesti Braunschweig in Lüneburg.
Ob očetovi smrti sta skrb za mladega Otona in njegovo posest prevzela njegova strica Oton, nekdanji nemški kralj in cesar, leta 1213 pa le še protikralj brez oblasti, in Henrik Starejši, nekdanji grof Renskega palatinata. Leta 1218 je umrl stric Oton, stricu Henriku Starejšemu pa je že leta 1214 umrl edini sin Henrik Mlajši. Henrik Starejši je sicer imel še dve hčeri Irmengard in Agnes, a njegov nečak Oton Otrok je bil edini, ki bi po njegovi smrti lahko prevzel ime Welfov in nadaljeval rodbino.
Leta 1223 je že bolni Henrik Starejši Otona Otroka proglasil za edinega dediča welfske dediščine (simbolično mu je izročil naglavni del svojega oklepa). Oton je tako že kmalu v Braunschweigu prevzel vlogo gospodarja welfskih posesti. Leta 1227 je bil s svojo vojsko v Holsteinu, kjer je pomagal svojemu danskemu stricu kralju Valdemarju II. (materinemu bratu) v boju z grofoma von Schauenburg in von Schwerin, ko je stric Henrik umrl. S Henrikovo smrtjo pa se je začelo zapletati okrog welfske dediščine.
Ko je Henrik proglasil Otona za svojega edinega dediča, ni upošteval dednih pravic svojih dveh hčera, Irmengard in Agnes. Irmengard  je bila poročena z badenskim mejnim grofom Hermanom V., Agnes  pa s sinom bavarskega vojvode Ludvika I. Kelheimerja, ki je bil tesen sodelavec kralja in cesarja Friderika II. in, med tem ko je cesar bival na Siciliji, skrbnik cesarjevega mladoletnega sina (Henrika), ki je bil od leta 1220 v Nemčiji očetov sokralj. Cesar je že tedaj odkupil Irmengardine pravice do welfske dediščine. Ob smrti Henrika Starejšega sta tako bavarski vojvoda (v imenu svojega sina Otona) in cesarjev sin postavila zahteve do mesta Braunschweig. Maja 1227 je prišlo v Braunschweigu do pouličnih bojev z ministeriali, ki so bili pokorni kralju. A Oton je uspel pridobiti na svojo stran meščane s tem, da jim je pisno zagotovil mestne pravice. Pri obrambi sta mestu priskočila na pomoč tudi Otonova bodoča svaka, mlada brandenburška mejna grofa Ivan I. in Oton III., katerih sestra Matilda je bila zaročena z Otonom. 
Tako se je Oton lahko vrnil na severno bojišče, kjer se je v Lübecku proti kralju Valdemarju II. oblikovala zveza nemških knezov. Ta je 22. julija 1227 v bitki pri Bornhövde hudo porazila Dance in Oton je prišel v ujetništvo grofa Henrika von Schwerina. Iz ujetništva se je vrnil šele januarja 1229, z odkupnino in po posredovanju angleškega kralja in papeža.
Že avgusta pa sta cesarjev sin in bavarski vojvoda ponovno poskušal zavzeti Braunschweig in spet sta Otonu priskočila z vojsko na pomoč brata njegove brandenburške zaročenke, da je lahko obranil dediščino, tokrat dokončno. 
Oton je obnovil tradicionalno dobre odnose z angleškim dvorom. S spretnimi pogajanji je pridobival nova ozemlja in stara povezoval v strnjeno celoto. Odnose s sosedi je urejal s pogajanji. Sklenil je mir z nadškofijo Magdeburg in škofijo Halberstadt. Nekaj časa pa je še imel težave z nadškofijo Bremen, s katero so se Welfi že sto let prepirali glede pravic do grofije Stade. Dvakrat je nadškofijo celo napadel z vojsko in si s tem prislužil papeževo izobčenje.
Zaradi razumne politike in pretežno mirnega reševanja sporov je Otonov ugled naraščal. Nemški knezi so se zanj zavzeli pri cesarju Frideriku II., pa tudi angleški kralj Henrik III., s katerega drugo hčerko Izabelo se je Friderik II. pravkar poročil, je bil Otonu naklonjen. Cesar je razpoznal priložnost, da zaključi welfsko-štaufovski spor in iz Otona napravi zaveznika v Nemčiji, še posebej ker je njegov lastni sin kazal sovražno razpoloženje do očeta. Tudi Agnes, soproga bavarskega vojvode Otona II. (njegov oče je leta 1231 umrl) je cesarju odstopila svoje pravice do welfske dediščine.
Na državnem zboru, 21. avgusta 1235, je tako Oton izročil cesarju vse svoje posesti in pravice. Ta jih je združil s posestmi Irmengard in Agnes, jih prenesel na državo in jih, kot vojvodino Braunschweig-Lüneburg, podelil Otonu v fevd, deden po moški in ženski liniji. Otona je povzdignil v vojvodo, njegovim ministerialom pa podelil status državnih uradnikov.
Oton je še naprej dograjeval vojvodino. Leta 1236 se je pogodil z bremenskim nadškofom in z njim sklenil mir. Z obljubo papežu, da se bo udeležil križarskega pohoda proti Prusom, se je rešil izobčenja. Leta 1239 se je podal s 700 konjeniki v oklepih v vzhodno Prusijo do Vislinskega zaliva, kjer je utrdbo Nemškega viteškega reda Balgo osvobodil pruskega obleganja in redu pomagal zavzeti zahodne pruske dežele, med njimi Ermland.
Oton je v letih 1247-48 je podedoval del Eichsfelda z Duderstadtom in Mündnom iz dediščine izumrlih turingijskih grofov. Iz Hanovra je izrinil grofe von Roden. Mesta si je pridobival s podeljevanjem pravic in potrjevanjem privilegijev. Poleg Braunschweiga (1227) so v njegovem času dokazano dobila prve mestne pravice mesta Göttingen (1232), Osterode (1239), Hanover (1241), Münden (1247), Lüneburg in Duderstadt (1247). Mestom je pridobival trgovske pravice tudi od danskega in angleškega kralja.
Oton je bil zvest cesarju Frideriku II. do njegove smrti (1251) in je zavračal ponudbe papeža Gregorja IX. naj kandidira za protikralja, ki jih je dobival v časih, ko je bil ta sprt s cesarjem (1229, 1239). Kasneje (1252), tik pred koncem svojega življenja, je dal svojo tretjo hčerko Elizabeto za ženo Viljemu II. Holandskemu, ki je bil izvoljen za protikralja Štaufovcu Konradu IV.
Oton je zapustil vojvodino v zglednem stanju in brez sovražnikov. A njegovi nasledniki tega niso znali ceniti; v naslednjih generacijah so vojvodino popolnoma razdrobili in ji odvzeli politično pomembnost.

## Družina
Oton se je leta 1228 poročil z Matildo, hčerko brandenburškega mejnega grofa Alberta II. Rodilo se jima je 10 otrok:
- Matilda († 1295/96) ⚭ 1245 anhaltški grof Henrik II. Debeli († po 1266); kasneje opatinja v samostanu Gernrode
- Helena (~ 1231–1273) ⚭ 1) 1239/40 turinški mejni grof Hermann II. († 1241); 2) 1247/48 vojvoda Saške-Wittenberga Albert I. († 1261)
- Oton († 1247)
- Elizabeta († 1266) ⚭ 1252 holadnski grof in nemški kralj Viljem II. († 1256)
- Albert I. (1236–1279), knez Braunschweiga ⚭ 1) 1252 Elizabeta († 1261), hči brabantskega vojvode Henrika II.; 2) 1266 Adelasia von Montferrat († 1285)
- Ivan (~ 1242–1277), knez Lüneburga ⚭ 1265 Liutgard von Holstein († po 1289)
- Oton († 1279), škof Hildesheima
- Konrad († 1300), škof Verdna
- Adelhajda († 1274) ⚭ 1263 hessenski mejni grof Henrik I. († 1308), sin brabantskega vojvode Henrika II.
- Agnes († po 1302) ⚭ 1263 rügenski knez Vitslav II. († 1302)